# 卡利尼夫卡 (沃倫斯基新城區)
50°37′24″N 27°15′26″E / 50.62333°N 27.25722°E
卡利尼夫卡（烏克蘭語：Калинівка），是烏克蘭北部的村莊，隸屬日托米爾州的茲維亞赫爾區。該村始建於1964年，面積1.53平方公里，海拔高度214米，2001年人口471，人口密度每平方公里307.44人。